# کامپوس لیندوس
کامپوس لیندوس (به پرتغالی: Campos Lindos) یک منطقهٔ مسکونی در برزیل است که در توکانتینس واقع شده‌است. کامپوس لیندوس ۳٬۲۴۰ کیلومتر مربع مساحت و ۱۰٬۳۱۲ نفر جمعیت دارد.